# Mètrica de Lemaître-Tolman
En física, la mètrica de Lemaître-Tolman, també coneguda com a mètrica de Lemaître-Tolman-Bondi o mètrica de Tolman, és una mètrica lorentziana basada en una solució exacta de les equacions de camp d'Einstein; descriu un univers isotròpic i en expansió (o contracció) que no és homogeni, i, per tant, s'utilitza en cosmologia com a alternativa a la mètrica estàndard de Friedmann-Lemaître-Robertson-Walker per modelar l'expansió de l'univers. També s'ha utilitzat per modelar un univers que té una distribució fractal de la matèria per explicar l'expansió accelerada de l'univers. Va ser descobert per primera vegada per Georges Lemaître el 1933 i Richard Tolman el 1934 i posteriorment investigat per Hermann Bondi el 1947.

## Detalls
En un sistema de referència síncron on {\displaystyle g_{00}=1} i {\displaystyle g_{0\alpha }=0}, la coordenada temporal {\displaystyle x^{0}=t} (ens vam establir {\displaystyle G=c=1} ) també és el moment adequat {\displaystyle \tau ={\sqrt {g_{00}}}x^{0}} i els rellotges en tots els punts es poden sincronitzar. Per a un medi semblant a la pols on la pressió és zero, les partícules de pols es mouen lliurement, és a dir, al llarg de les geodèsiques i, per tant, el marc de referència síncron també és un marc de referència comòbil en què les components de quatre velocitats {\displaystyle u^{i}=dx^{i}/ds} són {\displaystyle u^{0}=1,\,u^{\alpha }=0}. La solució de les equacions de camp dóna
{\displaystyle ds^{2}=d\tau ^{2}-e^{\lambda (\tau ,R)}dR^{2}-r^{2}(\tau ,R)(d\theta ^{2}+\sin ^{2}\theta d\phi ^{2})}
on {\displaystyle r} és el radi o la distància de lluminositat en el sentit que l'àrea de la superfície d'una esfera amb radi {\displaystyle r} és {\displaystyle 4\pi r^{2}} i {\displaystyle R} s'interpreta simplement com la coordenada lagrangiana i
{\displaystyle e^{\lambda }={\frac {r'^{2}}{1+f(R)}},\quad \left({\frac {\partial r}{\partial \tau }}\right)^{2}=f(R)+{\frac {F(R)}{r}},\quad 4\pi r^{2}\rho ={\frac {F'(R)}{2r'}}}
sotmesos a les condicions {\displaystyle 1+f>0} i {\displaystyle F>0}, on {\displaystyle f(R)} i {\displaystyle F(R)} són funcions arbitràries, {\displaystyle \rho } és la densitat de la matèria i finalment els nombres primers denoten la diferenciació respecte a {\displaystyle R}. També podem suposar {\displaystyle F'>0} i {\displaystyle r'>0} que exclou els casos que resultin en el creuament de partícules materials durant el seu moviment. A cada partícula li correspon un valor de {\displaystyle R}, la funció {\displaystyle r(\tau ,R)} i la seva derivada del temps proporcionen respectivament la seva llei del moviment i la velocitat radial. Una propietat interessant de la solució descrita anteriorment és que quan {\displaystyle f(R)} i {\displaystyle F(R)} es representen com a funcions de {\displaystyle R}, la forma d'aquestes funcions representada gràficament per al rang {\displaystyle R\in [0,R_{0}]} és independent de com es representaran aquestes funcions {\displaystyle R>R_{0}}. Aquesta predicció és evidentment similar a la teoria newtoniana. La massa total dins de l'esfera {\displaystyle R=R_{0}} ve donat per
{\displaystyle m=4\pi \int _{0}^{r(\tau ,R_{0})}\rho r^{2}dr=4\pi \int _{0}^{R_{0}}\rho r'r^{2}dR={\frac {F(R_{0})}{2}}}
la qual cosa implica que el radi de Schwarzschild ve donat per {\displaystyle r_{s}=2m=F(R_{0})}.
La funció {\displaystyle r(\tau ,R)} es pot obtenir mitjançant la integració i es dóna en forma paramètrica amb un paràmetre {\displaystyle \eta } amb tres possibilitats,
{\displaystyle f>0:~~~~~~~~r={\frac {F}{2f}}(\cosh \eta -1),\quad \tau _{0}-\tau ={\frac {F}{2f^{3/2}}}(\sinh \eta -\eta ),}
{\displaystyle f<0:~~~~~~~~r={\frac {F}{-2f}}(1-\cosh \eta ),\quad \tau _{0}-\tau ={\frac {F}{2(-f)^{3/2}}}(\eta -\sinh \eta )}
{\displaystyle f=0:~~~~~~~~r=\left({\frac {9F}{4}}\right)^{1/3}(\tau _{0}-\tau )^{2/3}.}
on {\displaystyle \tau _{0}(R)} emergeix com una altra funció arbitrària. Tanmateix, sabem que la distribució de matèria centralment simètrica es pot descriure com a màxim mitjançant dues funcions, és a dir, la seva distribució de densitat i la velocitat radial de la matèria. Això vol dir que de les tres funcions {\displaystyle f,F,\tau _{0}}, només dos són independents. De fet, com que no s'ha fet cap selecció particular per a la coordenada lagrangiana {\displaystyle R} tot i que es pot sotmetre a transformacions arbitràries, podem veure que només dues funcions són arbitràries. Per al medi semblant a la pols, existeix una altra solució on {\displaystyle r=r(\tau )} i independent de {\displaystyle R}, tot i que aquesta solució no correspon al col·lapse d'un cos finit de matèria.
{\displaystyle r\approx \left({\frac {9F}{3}}\right)^{1/3}(\tau _{0}-\tau )^{2/3},\quad e^{\lambda /2}\approx \left({\frac {2}{3}}\right)^{1/3}{\frac {F'}{2F^{2/3}{\sqrt {1+f}}}}(\tau _{0}-\tau )^{2/3},\quad 4\pi \rho \approx {\frac {2}{3(\tau _{0}-\tau )^{2}}}.}

Aquí tant les distàncies tangencials com les radials tendeixen a zero, com ara {\displaystyle (\tau _{0}-\tau )^{2/3}}, mentre que la densitat de la matèria augmenta com {\displaystyle 1/(\tau _{0}-\tau )^{2}.}